# ألكسندر فراي
ألكساندر فراي (من مواليد 15 يوليو 1979 في بازل في سويسرا)، لاعب ومدرب كرة قدم سويسري.
بدأ مسيرته الكروية مع نادي بازل في موسم 1997/1998، وشارك معهم في 11 مباراة وسجل هدف واحد، وفي موسم 1998/1999 انتقل إلى نادي ثون، ولعب معهم 34 مباراة وسجل 7 أهداف، وفي موسم 1999/2000 لعب مع نادي لوكيرين، وشارك معهم في 32 مباراة وسجل 15، وفي عام 2000 انتقل إلى نادي سيرفيتي، ولعب معهم حتى عام 2003، وشارك معهم في 64 مباراة وسجل 36 هدف، وفي عام 2003 انتقل إلى نادي رين الفرنسي، ولعب معهم حتى عام 2006، وشارك معهم في 100 مباراة وسجل 47 هدف، ومنذ عام 2006 وهو يلعب مع نادي بروسيا دورتموند الألماني.
و قد بدأ باللعب مع منتخب سويسرا لكرة القدم في عام 2001.

## مسيرته الكروية
لعب ألكسندر فراي خلال مسيرته الاحترافية مع 6 أندية في ثمانية عشر موسمًا وسجل خلالها 214 هدف ضمن 437 مباراة. حيث فاز في ثلاثة مواسم بالكأس وفي أربعة مواسم بالدوري.
خاض ألكسندر فراي مسيرته مع نادي بازل في موسم 1997–98 في المرة الأولى لمدة موسم واحد ثم في موسم 2009–10 ليلعب معه أربعة مواسم، مشاركًا طوالها في 114 مباراة سجل خلالها 74 هدفًا. ثم انتقل إلى نادي ثون في موسم 1998–99 لمدة موسم واحد، حيث شارك في 32 مباراة سجل خلالها 6 أهداف. لينتقل بعدها إلى نادي لوزيرن في موسم 1999–00 ولمدة موسمين، مشاركًا في 53 مباراة سجل خلالها 17 هدفًا. ثم انتقل إلى نادي سيرفيت في موسم 2000–01 واستمر معه طيلة ثلاثة مواسم، مشاركًا في 64 مباراة سجل خلالها 36 هدفًا. هذا وانتقل لاحقًا إلى نادي ستاد رين في موسم 2002–03 ليلعب معه أربعة مواسم، مشاركًا في 100 مباراة سجل خلالها 47 هدفًا. ثم انتقل بعدها إلى نادي بوروسيا دورتموند للفورميلا في موسم 2006–07 واستمر معه طيلة ثلاثة مواسم، مشاركًا في 74 مباراة سجل خلالها 34 هدفًا.

## روابط خارجية
- ألكسندر فراي على موقع الاتحاد الدولي (مؤرشف)  (الإنجليزية)
- ألكسندر فراي على موقع الاتحاد الأوربي (الإنجليزية)
- ألكسندر فراي على موقع قاعدة بيانات كرة القدم.إي يو (الإنجليزية)
- ألكسندر فراي على موقع بيانات كرة القدم. دي إي (الألمانية)
- ألكسندر فراي على موقع ناشيونال فوتبول تيمز (الإنجليزية)
- ألكسندر فراي على موقع Soccerway.com (الإنجليزية)
- ألكسندر فراي على موقع عالم كرة القدم.نت (الإنجليزية)
- ألكسندر فراي على موقع كووورة
- ألكسندر فراي على موقع AS.com (الإسبانية)